# Joseph Miot
Pour les articles homonymes, voir Miot.
Joseph Serge Miot, né le 23 novembre 1946 à Jérémie et mort le 12 janvier 2010 à Port-au-Prince, est un ecclésiastique catholique haïtien. Il est archevêque de Port-au-Prince du 1er mars 2008 jusqu'à sa mort lors du tremblement de terre qui a dévasté la ville.

## Biographie
Il est ordonné prêtre le 4 juillet 1975 pour le diocèse de Jérémie. 
Le 29 juillet 1997, le pape Jean-Paul II le nomme archevêque évêque coadjuteur de Port-au-Prince aux côtés de François-Wolff Ligondé, archevêque. Il est consacré le 12 octobre 1997 par Christophe Pierre alors nonce apostolique en Haïti, avec comme co-consécrateurs François Gayot et François-Wolff Ligondé. 
Le 1er mars 2008, après avoir été pendant plus de dix ans archevêque coadjuteur, il succède à François-Wolff Ligondé alors âgé de 80 ans (dont plus de 40 passés à la tête de l'archidiocèse) et donc atteint par la limite d'âge.
Le 13 janvier 2010, son corps est retrouvé dans les décombres de l'archevêché à Port-au-Prince, après le tremblement de terre de la veille.

## Succession apostolique
Joseph Miot a ordonné les évêques suivants :
- Évêque Joseph Gontrand Décoste, S.I. (2009)